# 脱・プラトニック
「脱・プラトニック」（だつ・プラトニック）は、1983年3月21日に発売された、桑田靖子のデビューシングル。

## 解説
- 1983年にサンミュージックからデビューした女性アイドル・桑田靖子のデビュー曲。本楽曲は、第2回メガロポリス歌謡祭で優秀新人エメラルド賞を受賞した。

- 制作者いわく、中森明菜の「少女A」を手本に製作された。

- オリコン週間チャートでは150位で初登場し、その後は121位→110位→98位→94位→98位→57位→53位→50位→52位→55位→61位→67位→79位→102位→105位→131位と、約4ヶ月に渡りチャートインした。最高位は50位。

## 収録曲
- 両楽曲ともに、作詞：売野雅勇／作曲：芹澤廣明／編曲：萩田光雄

1. 脱・プラトニック (4:06)
2. ラブ or ロンリー (4:06)